# Blenniventer
Blenniventer is een geslacht van kevers uit de familie van de loopkevers (Carabidae). De wetenschappelijke naam van het geslacht is voor het eerst geldig gepubliceerd in 1986 door Straneo.

## Soorten
Het geslacht Blenniventer is monotypisch en omvat slechts de volgende soort:
- Blenniventer violaceotinctus (Straneo, 1952)